# Metropolia Monrovia
Metropolia Monrovia – jedyna metropolia kościoła rzymskokatolickiego w Liberii. Została ustanowiona 19 grudnia 1981.

## Diecezje
- Archidiecezja Monrovii
  - Diecezja Cape Palmas
  - Diecezja Gbarnga

## Metropolici
- Michael Kpakala Francis (1981-2011)
- Lewis J. Zeigler (2011-2021)